# يارلاغاب
يارلاجابهو الحاكم الجوتي السابع من سلالة جوتيان في سومر المذكور في " قائمة الملوك السومريين ". وفقًا لـقائمة الملوك السومريين : عاش في أواخر الألفية الثالثة قبل الميلاد، حيث كان يارلاغاب خليفة للملك إيجيشاوش . ثم خلفه الملك إيباتي، على نحو مماثل وفقًا لقائمة الملوك السومريين.